# Liolaemus punmahuida
Liolaemus punmahuida este o specie de șopârle din genul Liolaemus, familia Tropiduridae, descrisă de Avila, Perez și Morando în anul 2003. Conform Catalogue of Life specia Liolaemus punmahuida nu are subspecii cunoscute.